# مولي جاكسون
مولي جاكسون (بالإنجليزية: Molly Jackson)‏ هي مديرة متحف ‏ بريطانية، ولدت في نوفمبر 2001 في فورتسبورغ في ألمانيا.

## روابط خارجية
- مولي جاكسون على موقع IMDb (الإنجليزية)
- مولي جاكسون على موقع قاعدة بيانات الفيلم (الإنجليزية)